# Campionato russo di rugby a 15
La Premier League di rugby (in russo: Регбийная премьер-лига, Regbijnaja prem’er-liga), nota internazionalmente con la dicitura inglese di Rugby Premier League, è il massimo campionato russo di rugby a 15.
Le squadre partecipanti al torneo variano da 8 a 12 a seconda dell'edizione, modificandone necessariamente anche la formula. Il torneo si svolge nell'ambito del sistema primavera-autunno dal mese di maggio a quello di novembre.
Nella storia del torneo, sono soltanto tre il club che si sono aggiudicati il titolo di campione di Russia: VVA-Podmoskov'e, Enisej-STM e Krasnyj Jar, quest'ultime entrambe della città di Krasnojarsk nell'omonimo territorio russo. Di questi, Enisej-STM e Krasny Jar sono le due formazioni più vittoriose del campionato con 10 titoli ciascuna.

## Storia
Esisteva già dal 1936 un campionato dell'Unione Sovietica; dopo lo scioglimento di quest'ultima, la neoistituita Federazione russa istituì un nuovo torneo nazionale nel 1992, denominato Superleague.
Dall'edizione 2005 è stato riorganizzato nella forma attuale, semiprofessionistica, creando l'apposito organismo Professional Rugby League, responsabile della competizione. Nel 2014 l'organismo è stato riformato nell'attuale Rugby Premier League, in quanto lo status giuridico del Professional Rugby League non rispettava le norme delle leggi federali sulla cultura fisica e lo sport nella Federazione Russa.

## Albo d'oro
| Edizione | Edizione | Vincitore       |
| -------- | -------- | --------------- |
| 1        | 1992     | Krasnyj Jar     |
| 2        | 1993     | VVA-Podmoskov'e |
| 3        | 1994     | Krasnyj Jar     |
| 4        | 1995     | Krasnyj Jar     |
| 5        | 1996     | Krasnyj Jar     |
| 6        | 1997     | Krasnyj Jar     |
| 7        | 1998     | Krasnyj Jar     |
| 8        | 1999     | Enisej-STM      |
| 9        | 2000     | Krasnyj Jar     |
| 10       | 2001     | Krasnyj Jar     |
| 11       | 2002     | Enisej-STM      |
| 12       | 2003     | VVA-Podmoskov'e |
| 13       | 2004     | VVA-Podmoskov'e |
| 14       | 2005     | Enisej-STM      |
| 15       | 2006     | VVA-Podmoskov'e |
| 16       | 2007     | VVA-Podmoskov'e |
| 17       | 2008     | VVA-Podmoskov'e |
| 18       | 2009     | VVA-Podmoskov'e |
| 19       | 2010     | VVA-Podmoskov'e |
| 20       | 2011     | Enisej-STM      |
| 21       | 2012     | Enisej-STM      |
| 22       | 2013     | Krasnyj Jar     |
| 23       | 2014     | Enisej-STM      |
| 24       | 2015     | Krasnyj Jar     |
| 25       | 2016     | Enisej-STM      |
| 26       | 2017     | Enisej-STM      |
| 27       | 2018     | Enisej-STM      |
| 28       | 2019     | Enisej-STM      |

### Riepilogo tornei vinti per club
| Club            | Vittorie | Edizioni                                                   |
| --------------- | -------- | ---------------------------------------------------------- |
| Enisej-STM      | 10       | 1999, 2002, 2005, 2011, 2012, 2014, 2016, 2017, 2018, 2019 |
| Krasnyj Jar     | 10       | 1992, 1994, 1995, 1996, 1997, 1998, 2000, 2001, 2013, 2015 |
| VVA-Podmoskov'e | 8        | 1993, 2003, 2004, 2006, 2007, 2008, 2009, 2010             |